# Anthela ekeikei
Anthela ekeikei là một loài bướm đêm thuộc họ Anthelidae. Loài này có ở New Guinea